# Símbolos anarcocapitalistas
Los anarcocapitalistas han adoptado símbolos que representan la convergencia de las tradiciones anarquista (ausencia de Estado) y liberal (individualismo de libre mercado). Los siguientes son los más populares.

## Bandera aurinegra diagonal

Bandera anarcocapitalista (bandera aurinegra diagonal).

La bandera aurinegra es usada habitualmente por los anarcocapitalistas. Está registrado que se izó por primera vez en público en 1963, en un evento organizado por Robert LeFevre en el Rampart College de Colorado. Su diseño toma dos simbolismos: los colores de la antigua bandera austriaca, haciendo alusión a la escuela austriaca de economía política -amigable al capitalismo-, y la bifurcación diagonal de las banderas anarquistas rojinegras, aludiendo a la filosofía política del anarquismo, enemiga del Estado.
La mitad derecha es negra por la anarquía, significando para los anarcocapitalistas rechazo al Estado y apoyo a la ley privada. La mitad izquierda es dorada y simboliza el oro, una mercancía a menudo usada como moneda fuerte en transacciones de mercados no intervenidos por el Estado, significando dinero de libre mercado y por extensión, el mismo capitalismo de libre mercado.

## Ama-gi

Ama-gi.

Ama-gi es una antigua palabra sumeria cuneiforme que significa «libertad», siendo el primer uso escrito del concepto. Ama-gi significa literalmente «retorno a la madre», es decir, liberado. Es un símbolo usado por los libertarios en general, incluyendo a los anarcocapitalistas.

## Libertatis Æquilibritas

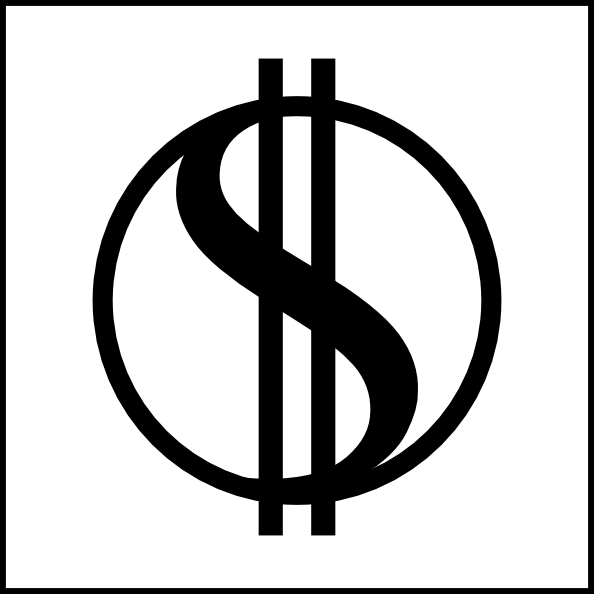
Libertatis Æquilibritas.

Libertatis Æquilibritas (en latín «el equilibrio de la libertad») es un símbolo creado por Per Bylund usado por algunos partidarios al anarcocapitalismo. Está basado en la A-Circulada, pero también están representados el símbolo del yin-yang y el signo de dólar. La A circulada representa la total libertad que sólo está disponible en una sociedad anarquista, mientras el yin-yang representa el equilibrio percibido en un libre mercado total. El signo de dólar representa el capitalismo de libre mercado y el derecho natural a la propiedad privada. Sirve para distinguir el anarcocapitalismo del resto del movimiento anarquista que se opone al capitalismo.[cita requerida]

## V de Voluntario

V de Voluntario.

V de Voluntario es un símbolo que usa también la combinación aurinegra, parafraseando el nombre de V de Vendetta. La unión superior de los dos lados de la V simboliza un apretón de manos enfatizando los acuerdos voluntarios. V de Voluntario es usada por algunos anarcocapitalistas para enfatizar que las acciones voluntarias son el aspecto más importante de su filosofía, o porque encuentran el uso de los términos «anarquía» y «anarcocapitalismo» viciados por la cultura popular.